# Atila Biro
Atila Biró (oft auch Attila Biro) (* 20. März 1931 in Budapest; † 22. März 1987 in Paris) war ein ungarisch-französischer Maler.

## Leben
Sein Vater war Architekt und ließ sich nach dem Zweiten Weltkrieg in Saarbrücken nieder.

Attila studierte Architektur ab 1951 an der École des Beaux-Arts Paris, ab 1953 an der Technischen Hochschule Stuttgart. Daneben befasste er sich ständig mit Malerei und nahm an Kursen bei Willi Baumeister teil, ferner an Arbeitskreisen über Philosophie und Ästhetik bei Max Bense und kunstgeschichtlichen Seminaren bei Hans Wentzel.
Durch seine Freundschaft mit Georg Karl Pfahler kam es 1956 zur Gründung der Gruppe 11, woran auch Friedrich Sieber und Günther C. Kirchberger beteiligt waren. Erste Gruppenausstellung 1957 in der galerie 17 in München, dann in rascher Folge Ausstellungen „new vision centre gallery“ in London, in der „Galerie les contemporains“ in Brüssel, später in der „galleria la Tartaruga“ in Rom und in der „drian gallery“ in London. 
1958 schloss Biro sein Studium der Architektur als Diplom-Ingenieur ab. Er übersiedelte nach Paris, arbeitete in verschiedenen Architekturbüros, bis die Malerei den Lebensunterhalt tragen konnte. Er gab sich den Künstlernamen Atila.
Es folgen Einzelausstellungen u. a. in Paris, Rotterdam, Zürich, Stuttgart, Brüssel, Göteborg und Amsterdam, und 1970 der Erwerb der französischen Staatsbürgerschaft.

## Werke (Auswahl)
- Wandbild für die Olympiade 1972 in München
- Malerei in zwei Boeing-Jets der Air France
- Weitere Wandbilder u. a. im Festsaal des Centre Culturel in Corbeil-Essonnes (1972) und in der von Günter Behnisch entworfenen Fritz-Erler-Schule in Pforzheim (1977)
- 1978 Ausführung von Deckengemälden für eine der Straßen im Forum des Halles in Paris in neuartiger Technik auf Formica-Platten
- Plastische Arbeiten in Zusammenarbeit mit Architekten und weiteren Künstlern.
- Weitere Werke in privaten und öffentlichen Sammlungen, u. a. Musée d’art moderne de la Ville de Paris, Museum Ostende, Albertina Wien, Bayerische Staatssammlungen München[1].